# Glacera de Laurichard
La glacera rocosa de Laurichard està localitzada als Alts Alps a França, als pics de Combeynot, fent frontera amb el Massís dels Escrinhs. Està situat entre 2.650 i 2.450 m d'altitud, a la cara nord del massís dels pics de Combeynot.
Com totes les glaceres rocoses, és constituït de tarteres, els blocs rocosos del qual estan cimentats pel gel. A la seva part alta, té una amplada d'aproximadament 200 metres, mentre en la part baixa, la seva amplada és d'aproximadament 50 metres. El seu gruix és d'una quarantena de metres. És recobert d'una massa de tartera de 4 a 5 metres de gruix que protegeix el seu cor de les calors estivals. La seva velocitat de desplaçament és d'aproximadament 1,50 m per any a la seva part més abrupta i de 5 a 10 cm a la seva part baixa. Les velocitats de desplaçament de la glacera augmenten des dels anys 1990, sobretot des de 2008
És l'objecte d'un seguiment regular, iniciat l'any 1979, de la velocitat de fosa de la seva superfície. Aquest seguiment, efectuat anualment pels guàrdies del Parc Nacional dels Escrinhs, de fet la més llarga sèrie de mesures del permagel als Alps francesos i un gravador pertinent de les modificacions climàtiques d'aquests últims decennis.